# Eksjö missionskyrka
Eksjö missionskyrka är en kyrkobyggnad i Eksjö. Kyrkan tillhör Eksjö missionsförsamling (Svenska Missionsförbundet) som numera är en del av Equmeniakyrkan.

## Orgel
Den nuvarande mekaniska orgeln flyttades hit 1957 från Spånga kyrka. Orgeln var byggd 1895 av Åkerman & Lunds Orgelfabriks AB, Stockholm. Den är omdisponerad och har en rooseveltlåda. Fasaden är från en orgel byggd 1856 i Spånga kyrka av Gustaf Andersson, Stockholm.
| Manual            | Pedal      | Koppel     |
| Principal 8'      | Subbas 16' | Man/Ped    |
| Flöjt Harmonik 8' |            | Man 4'/Man |
| Salicional 8'     |            |            |
| Oktava 4'         |            |            |
| Blockflöjt 2'     |            |            |
| Mixtur            |            |            |